# Austrolibinia pincerna
Austrolibinia pincerna is een krabbensoort uit de familie van de Epialtidae. De wetenschappelijke naam van de soort is voor het eerst geldig gepubliceerd in 1992 door Wagner.